# Portada/efemèride març 17
Elis Regina
« 16 de març · 17 de març · 18 de març »